# Ču Čchen-chao
Ču Čchen-chao (čínsky pchin-jinem Zhū Chénháo, znaky 朱宸濠, † 13. ledna 1521) byl člen dynastie Ming. Byl v páté generaci potomkem Ču Čchüana, sedmnáctého syna zakladatele a prvního císaře říše Ming Chung-wua. Roku 1499 zdědil titul knížete z Ning, sídlil v Nan-čchangu, hlavním městě provincie Ťiang-si. V červenci 1519 zahájil povstání: prohlásil tehdejšího císaře Čeng-te za nelegitimního a vytáhl na Nanking. Guvernér jižního Ťiang-si Wang Jang-ming rychle sebral vojsko, obsadil Nan-čchang a v srpnu 1519 rozdrtil povstaleckou armádu, která se vrátila na jih. Ču Čchen-chao v bitvě padl do zajetí a byl odsouzen k trestu smrti, který císař zmírnil na sebevraždu.

## Život

### Kníže zNing
| První kníže z Ning, Ču Čchüan, byl sedmnáctým synem Chung-wua, zakladatele a prvního císaře říše Ming. Byl schopným generálem, sídlil v pohraničním Ta-ningu severně od Velké čínské zdi, ale během občanské války ho vzbouřený kníže a pozdější císař Jung-le přestěhoval k sobě do Pekingu, kvůli pochybnostem o jeho spolehlivosti. Později ho přeložil do Nan-čchangu v jihočínské provincii Ťiang-si. Zde knížata z Ning sídlila po zbytek 15. století. V éře Tchien-šun (1457–1464) tehdejší kníže ztratil právo na svou gardu. |
| |

Ču Čchen-chao byl v páté generaci potomkem Ču Čchüana, prvního knížete z Ning a sedmnáctého syna císaře Chung-wua. Otcem Ču Čchen-chaoa byl Ču Ťin-ťüna (朱覲鈞, 1449–1497), kníže ze Šang-kao (上高) a později z Ning (寧王). Ču Čchen-chao se po něm roku 1494 stal knížetem ze Šang-kao, roku 1499 knížetem z Ning.
Nebyl vojákem, naopak miloval život v pohodlí a luxusu; měl i jisté literární schopnosti. Především však byl ambiciózní a pomýšlel na společenský vzestup.
Ve snaze o získání vojenské síly se nejdříve snažil o obnovení své gardy a příjmů nutných k jejímu financování. To se mu roku 1507 pomocí obrovského úplatku eunuchu Liou Ťinovi (v letech 1507–1510 fakticky řídícímu pekingskou vládu) přes opozici ministerstva vojenství podařilo, ale po Liou Ťinově pádu roku 1510 své vojáky zase ztratil.
Roku 1514 si požádal o vojáky znovu, přičemž měl podporu nového (od prosince 1513) ministra války Lu Wana (1458–1526), který byl jeho dlouhodobým politickým spojencem. Žádost však zablokoval velký sekretář Fej Chung (1468–1535), který věděl, o co knížeti jde. Nicméně kníže získal podporu velitele císařské gardy Čchien Ninga, císařova oblíbeného muzikanta Cang Siena a několika důležitých eunuchů a povolení v dubnu 1514 získal.
Mezitím si místní úřady stěžovaly na chování knížete – zabírání půdy, vymáhání daní, zastrašování úředníků; v lednu 1514 si do Pekingu oficiálně stěžovali i nankingští cenzoři. Bezvýsledně. V dubnu 1514 pověřenec mající za úkol boj proti banditům v Ťiang-si hlásil, že za problémy stojí kníže, který jednak bandity zaměstnává a za druhé je vyháněním lidí z půdy vytváří. Ministr vojenství zprávu označil za pomluvu, a tak zapadla.
Ministr podpořil i žádosti knížete o pravomoci nad místními posádkami a členy císařského rodu. Císař Čeng-te byl potěšen jeho iniciativností a žádosti schválil, přitom kritiku úředníků považoval za pomluvy. Kníže pak začal najímat vojáky a bandity a začal se chovat jako panovník a označovat se za císaře. Přestože jinak byla knížata přísně trestána i za malicherné přestupky, jeho chování bylo přehlíženo.
Ve snaze o získání moci zkoušel i nenásilnou cestu: chtěl využít císařovu bezdětnost a prosadit svého syna jako následníka trůnu. Na jaře 1516 uplatil Čchien Ninga a další vlivné osobnosti z císařova okolí, aby povolali jeho nejstaršího syna do Pekingu jako kandidáta na korunního prince, avšak jeho snaha neměla úspěch.
V květnu 1517 do Pekingu odjela skupina eunuchů z jeho domácnosti, aby referovali o jeho nezákonné činnosti. Čchien Ning je však uvěznil. Kníže se pak orientoval na ozbrojené povstání. S jeho podporou bandité plenili venkov a zastrašovali úřady. Dokonce napadli domácnost bývalého velkého sekretáře Fej Chunga, nyní žijícího na východě Ťiang-si. Po Fejově stížnosti vláda vyslala do Nan-čchangu Sun Sueje (ťin-š’ 1493), kterého jmenovala guvernérem a uložila mu potlačení násilností. Sun Suej roku 1518 zajal několik lupičských skupin a uvěznil je v Nan-čchangu. Kníže z obavy z jejich výpovědí přikázal svým lidem zaútočit na město a vysvobodit vězně. Úřady pak ztrácely kontrolu nad venkovem. Na jaře 1519 už Sun Suej psal několikátou zprávu o zradě a rebelii knížete, bez odezvy. Kníže se zatím zdržoval otevřeného povstání v naději, že bezdětný císař jmenuje korunním princem jeho syna.

### Povstání
Císař Čeng-te si problém s knížetem z Ning začal uvědomovat až v létě 1519, kdy ho jeho oblíbenec-důstojník Ťiang Pin a eunuch Čang Jung přesvědčili o nekalém chování knížete a Čchien Ninga. Knížete jeho pekingští špehové informovali o nepříznivém vývoji v Pekingu a tak se 10. července 1519 v Nan-čchangu otevřeně vzbouřil. Prohlásil, že Čeng-te je podvrženec nepocházející z císařského rodu a že císařovna přikázala zbavit ho trůnu. Mnozí přítomní úředníci v čele s guvernérem Sun Suejem požadovali ukázat císařovnin dekret, když se jim ho nedostalo, prohlásili knížete za zrádce – a byli popraveni.
Kníže se svou armádou vyrazil z Nan-čchangu na sever, 13. července obsadil Ťiou-ťiang na Jang-c’ a 23. července začal obléhání An-čchingu (sídla prefektury na Jang-c’, 150 mil od Nankingu). Ale hlavní síly knížete vyrazily až 26. července.
Zatím se 14. července Wang Jang-ming, guvernér jižního Ťiang-si, dozvěděl o povstání a okamžitě začal shromažďovat armádu. Současně šířil falešnou zprávu, že z Pekingu vyrazila velká císařská armáda.
Až 9. srpna hlavní síly knížete dorazily k An-čchingu, ale pokus o jeho dobytí selhal a přinesl jen velké ztráty. Kníže zuřil (jak by taková armáda chtěla dobýt Nanking…). Mezitím Wang Jang-ming shromáždil armádu a vytáhl proti Nan-čchangu. Město bylo slabě bráněné (většina knížecích sil vytáhla na sever) a 14. srpna ho Wang Jang-ming obsadil. Kníže se s hlavními silami vrátil na jih, ale 20. srpna ho v říční bitvě na jezeře Pcho-jang Wang Jang-mingova armáda rozdrtila a knížete zajala.

### Vzajetí
V říjnu 1519 vyrazil z Pekingu na jih císař. Do Nankingu přicestoval v polovině ledna 1420 a zůstal zde osm měsíců. Vojska, která přišla s císařem ze severu, panovník pod velením svých důvěrníků, důstojníka Ťiang Pina a eunucha Čang Čunga, vyslal do Ťiang-si, aby dokončili likvidaci povstání. Ťiang a Čang se snažili upřít Wang Jang-mingovi jeho úspěch a chtěli zorganizovat předstíranou bitvu, ve které by knížete „zajal“ císař. Wang Jang-ming však na tomto odmítl spolupracovat a zajatce předal Čang Jungovi, pověřenému řízením vojenských záležitostí v Chang-čou.
Ču Čchen-chao byl ještě roku 1519 zbaven všech hodností a titulů, rozhodování o jeho osudu se protáhlo až do ledna 1521, kdy císař rozhodl, že mu dovolí spáchat sebevraždu. Nicméně jeho tělo bylo za trest spáleno.